# Tundra-Nenzische Sprache
Das Tundra-Nenzische ist ein Dialekt der nenzischen Sprache. Er unterscheidet sich ausreichend vom Wald-Nenzischen Dialekt, sodass er von einigen Sprachforschern als eigene Sprache aufgefasst wird.

## Klassifikation
Zusammen mit dem Wald-Nenzischen Dialekt bildet das Tundra-Nenzisch die nenzische Sprache, eine samojedische Sprache. Der Unterschied zwischen dem Wald- und dem Tundra-Nenzischen ist vergleichbar mit dem Unterschied zwischen der deutschen und niederländischen Sprache, und die beiden Gruppen können sich meistens nicht gegenseitig verstehen.

## Geografische Verteilung

### Offizieller Status
Das Tundra-Nenzische selbst ist keine Amtssprache, die nenzische Sprache jedoch ist die Amtssprache des Autonomen Kreises der Nenzen und der Jamal-Nenzen.

### Dialekte und Soziolekte
Obwohl das Tundra-Nenzische über einen weiten Sprachraum gesprochen wird, zeigt die Sprache eine sehr geringe dialektale Diversität auf. Sprecher der unterschiedlichen Dialekte können sich gegenseitig verstehen, was unter anderem am traditionellen nomadischen Lebensstil liegt, wodurch die Bevölkerung sehr mobil ist.
Es werden im Allgemeinen drei dialektale Gruppen unterschieden:
- westliche Dialekte, die westlich vom Petschora gesprochen werden
- zentrale Dialekte, die zwischen dem Petschora und dem Uralgebirge gesprochen werden
- östliche oder sibirische Dialekte, die östlich vom Uralgebirge gesprochen werden

## Phonetik und Phonologie

### Konsonanten
Bis auf die Approximanten und velaren Laute haben alle Konsonanten im Tundra-Nenzischen ein palatisiertes Gegenstück. In der Tabelle sind nur die nicht-palatisierten Konsonanten aufgeführt.
|                        | bilabial | bilabial | dental | dental | alveolar | alveolar | velar | glottal | glottal |
| ---------------------- | -------- | -------- | ------ | ------ | -------- | -------- | ----- | ------- | ------- |
| stl.                   | sth.     | stl.     | sth.   | stl.   | sth.     | stl.     | stl.  | sth.    |         |
| Plosive                | p        | b        |        |        | t        | d        | k     | ʔ       |         |
| Nasale                 |          | m        |        |        |          | n        | ŋ     |         |         |
| Vibranten              |          |          |        |        |          | r        |       |         |         |
| Frikative              |          |          |        |        | s        |          | x     |         |         |
| Approximanten          |          | w        |        |        |          | j        |       |         |         |
| laterale Approximanten |          |          |        |        |          | l        |       |         |         |

### Vokale
|                 | vorne | zentral | hinten |
| geschlossen     | i     |         | u      |
| halbgeschlossen | e     |         | o      |
| mittel          |       | ə       |        |
| fast offen      | æ     |         |        |
| offen           | a     |         |        |

Das Vokalsystem im Tundra-Nenzischen unterscheidet außerdem noch zwischen der Länge der Phoneme, und der fast offene Vordervokal wird in manchem Dialekt als Diphthong realisiert.

### Betonung
Im Tundra-Nenzischen trägt die erste Silbe die primäre Betonung, die sekundäre Betonung fällt auf nachfolgende ungerade Silben (also die 3., 5. etc.). Das Schwa ist nie betont.

## Grammatik

### Morphologie
Das Tundra-Nenzische ist eine agglutinierende Sprache. Die Hauptwortarten sind Nomen (Namenwörter) und Verben, wobei sich Adjektive, Pronomen, Numerale und einige Adverbialklassen morphologisch wie Nomen verhalten. Außerdem gibt es noch die Nebenklassen der Konjunktionen, Partikel und Interjektionen.

#### Nomen
Nomen werden nach Kasus, Numerus (Singular, Dual und Plural), Possessor und „Destinativ“ unterteilt. Der Destinativ wird zusammen mit der Possessormarkierung verwendet und ist vergleichbar mit deutschen Umschreibungen wie „mein zukünftiger Ehemann“.
Der Singular ist hierbei meist morphologisch unmarkiert und wird oft nach Numeralen verwendet. Der Dual weist auf genau zwei Objekte hin, die durch vorherigen Kontext schon bekannt sind. Er wird in nicht allen Kasus verwendet, d. h. man sieht ihn nur im Nominativ, Akkusativ und Genitiv. Der duale Marker unterscheidet sich allerdings zwischen der Possessiv- und nicht-possessiven Form. Für die nicht-possessive Form ist hierbei meist das Suffix -xoh zu sehen. In der Possessiv-Form gibt es den Marker -xeyu- gefolgt von einem Suffix. Wegen phonologischer Unterschiede variiert das Suffix in der 2. und 3. Person, während es in der 1. Person immer gleich bleibt.
Der Plural wird genutzt sowohl für alle Mengen von zählbaren Objekten als auch für Nomen, die normalerweise paarweise existieren. So gut wie jedes Nomen kann im Plural stehen. Im Falle des Plural ist der non-possessive Marker -q, während der possessive Fall stark auf den Kasus ankommt. In allen Fällen bis auf den Nominativ wird der Plural mit dem Akkusativstamm und gefolgt von den entsprechenden Kasus-Affixen.
Im Tundra-Nenzischen gibt es sieben Kasus, die in die strukturellen (grammatischen) und lokalen Kasus unterteilt werden. Zu den strukturellen zählen Nominativ, Akkusativ und Genitiv; zu den lokalen Dativ, Lokativ, Ablativ und Prolativ. Genauere Lokalbedeutungen werden durch Postpositionen realisiert.
Der Nominativ im Tundra-Nenzischen bezeichnet in den meisten Fällen das Subjekt im Satz, tritt aber auch mit Apposition, einem Prädikat oder einem imperativen Objekt auf, welches jedoch ebenfalls im Akkusativ stehen kann.
Der Akkusativ tritt mit dem direkten Objekt auf. Die Endung ist sowohl in der 2. als auch in der 3. Person -m(-). Wenn es sich um eine Form mit Possessor handelt, steht das – und die entsprechende Endung wird angehängt.
Der Genitiv wird primär dann angewandt, wenn Possession ausgedrückt wird. Weiterhin wird er jedoch auch bei Subjekten in nicht-finiten Phrasen angewandt oder tritt beispielsweise auch zusammen mit temporalen Adjunkten auf. Auch im Genetiv wird bei der Verteilung der Endungen zwischen possessiven Formen und nicht-possessiven Formen unterschieden. Die Endung für letzteres is -h. Je nach Artikulationsort wird es allerdings als Nasalkonsonant realisiert. Dies ist immer genau dann der Fall, wenn ein homorganer Obstruent (also ein Obstruent vom selben Artikulationsort) vorangeht.
Wie im Deutschen wird der Dativ auch im Tundra-Nenzischen genutzt, um das indirekte Objekt auszudrücken. Nicht-possessive Formen im Dativ werden im Tundra-Nenzischen mit -n°h oder -t°h gebildet. Diese Formen unterscheiden sich von den Possessivformen, welche in der 1. Person mit -xə- und in der 2. und 3. Person jeweils mit -xəh- gebildet werden.
Der Lokativ weist auf eine generelle Ortschaft, Umstände, Mittel oder Transportation hin. Es gibt hier ebenfalls Unterschiede zwischen der 1. und 2./3. Person. In nicht-possessiven Formen wird das Affix mit -xen(‘)a gebildet.
Der Ablativ verweist auf eine Richtung, den Anfang einer Zeitperiode, eine Ursache oder einen Vergleich hin. Im Ablativ wird die Markierung -xedo- im Nicht-Possessiv, -xete- im Possessiv in der 1. Person angehängt, während die 2. und 3. Person mit -xeteh- gebildet werden.
Der Prolativ verweist auf eine Bewegung zu oder zwischen etwas, eine Ursache, Beziehung oder einen Zusammenhang hin. Im Nicht-Possessiv wird er mit –mən(`)a markiert. In der 1. Person des Possessiv ist es –mən(`)a-, und die 2. und 3. Person sind daran erkennbar, dass sie mit –mən(`)ah- gebildet werden.
Wie es typisch für uralische Sprachen ist, wird am Nomen der Possessor markiert, wenn es sich bei dem Possessor um eine Person handelt. Das ist vergleichbar mit den Possessivpronomen im Deutschen (mein, dein etc.).

#### Verben
Verben werden nach Tempus und Modus flektiert und stimmen mit dem Subjektkasus und bei transitiven Verben auch mit dem Objektkasus überein. Außerdem gibt es bei den infiniten Formen vier Partizipien, zwei Aktionsnominale, vier Konverben und den Konnegativ. Weiterhin können Verben durch morphologische Prozesse die Valenz oder den Aspekt ändern.
Konverben unterscheiden sich insofern von Aktionsnominalen, dass sie den Kasus nicht flektieren. Man unterscheidet zwischen drei verschiedenen Konverben, auch hier haben alle einen eigenen Affix.
Beim Konditional ist der Affix abhängig von dem Tempus.
Im Tundra-Nenzischen wird zwischen fünf Tempora unterschieden: Präsens, Präteritum, Futur, Habitiv (für gewöhnlich, normalerweise) und Zukunft-in-der-Vergangenheit. Letztere wird jedoch oft als Irrealisform anstelle der Tempusform verwendet. Das Modussystem ist sehr ausgeprägt und beinhaltet fünfzehn verschiedene Modi, die verschiedene epistemische, deontische und evidentielle Bedeutungen ausdrücken.
Der Auditiv ist an dem Affix -m(an)oh erkennbar. Es steht meist unabhängig und bezieht sich auf das im Nominativ stehende Subjekt.
Der Konnegativ entsteht durch ein flektiertes negiertes Hilfsverb und es ist nicht finit, da es nie in Abhängigkeit steht. Es wird mit dem Suffix -q gebildet, oft geht dem Suffix das `°` voraus.

### Syntax
Die Wortstellung ist ähnlich wie im Deutschen größtenteils frei, die unmarkierteste und häufigste Wortstellung ist jedoch typisch für uralische Sprachen S-O-V (Subjekt-Objekt-Verb). Wie es typisch für SOV-Sprachen ist, besitzt das Tundra-Nenzische auch fast ausschließlich Postpositionen.

## Schrift
Die heutige Verschriftlichung des Nenzischen benutzt das kyrillische Alphabet. Viele Laute des Nenzischen entsprechen den russischen Gegenstücken gut genug, sodass eine Transliteration möglich ist. Eigenheiten der nenzischen Sprachen, wie zum Beispiel der Glottalverschluss, werden durch spezielle zusätzliche Zeichen kodiert.